# Knotenblütiger Sellerie
Der Knotenblütige Sellerie (Helosciadium nodiflorum) ist eine Pflanzenart aus der Gattung Helosciadium innerhalb der Familie der Doldenblütler (Apiaceae). Sie ist in Eurasien und Nordafrika weitverbreitet.

## Beschreibung

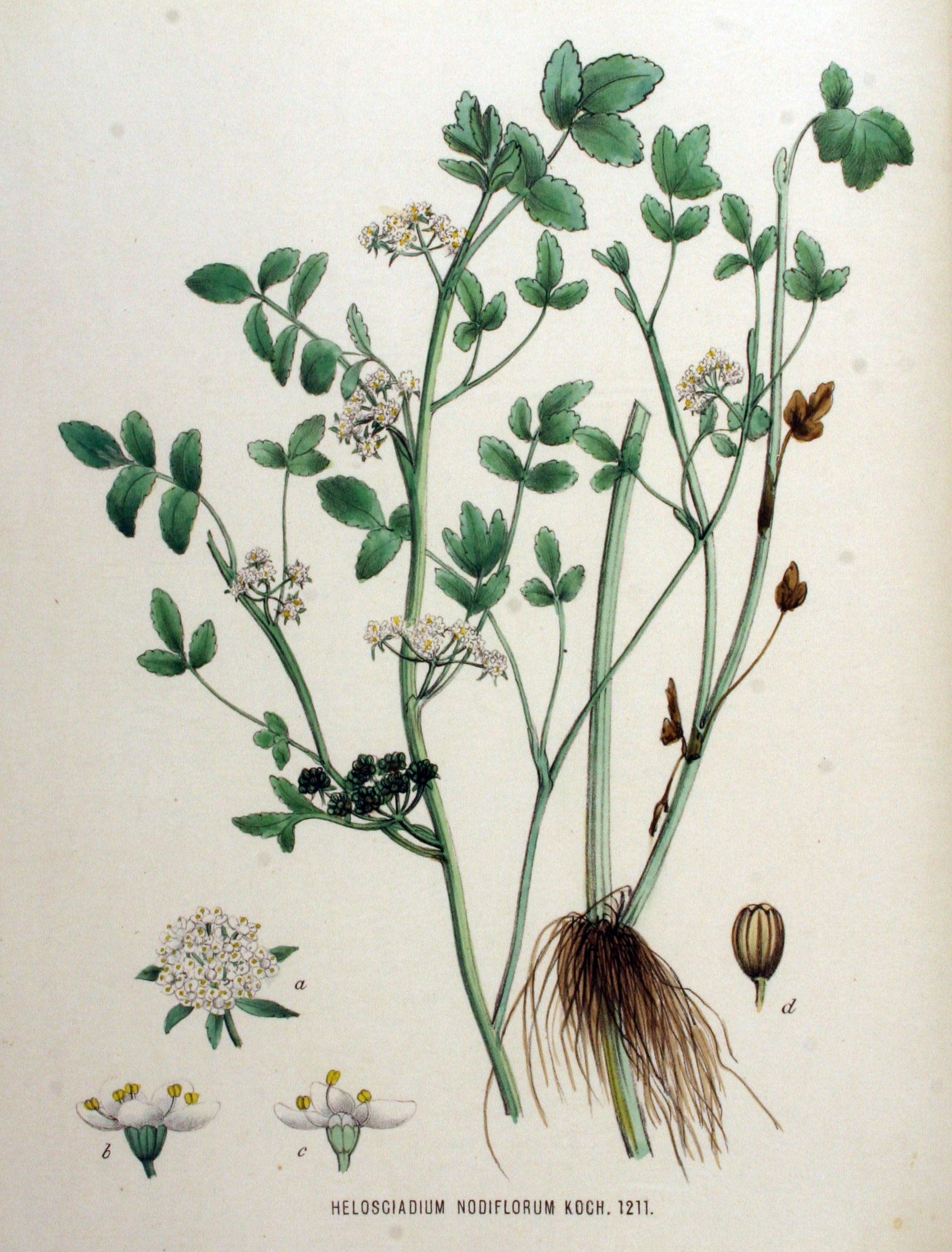
Illustration aus der Flora Batava, Band 16

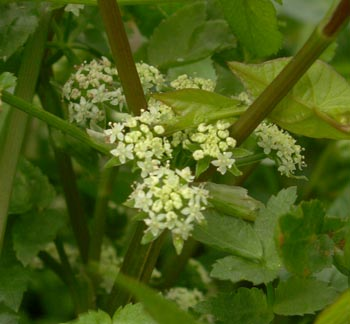
Blütenstände

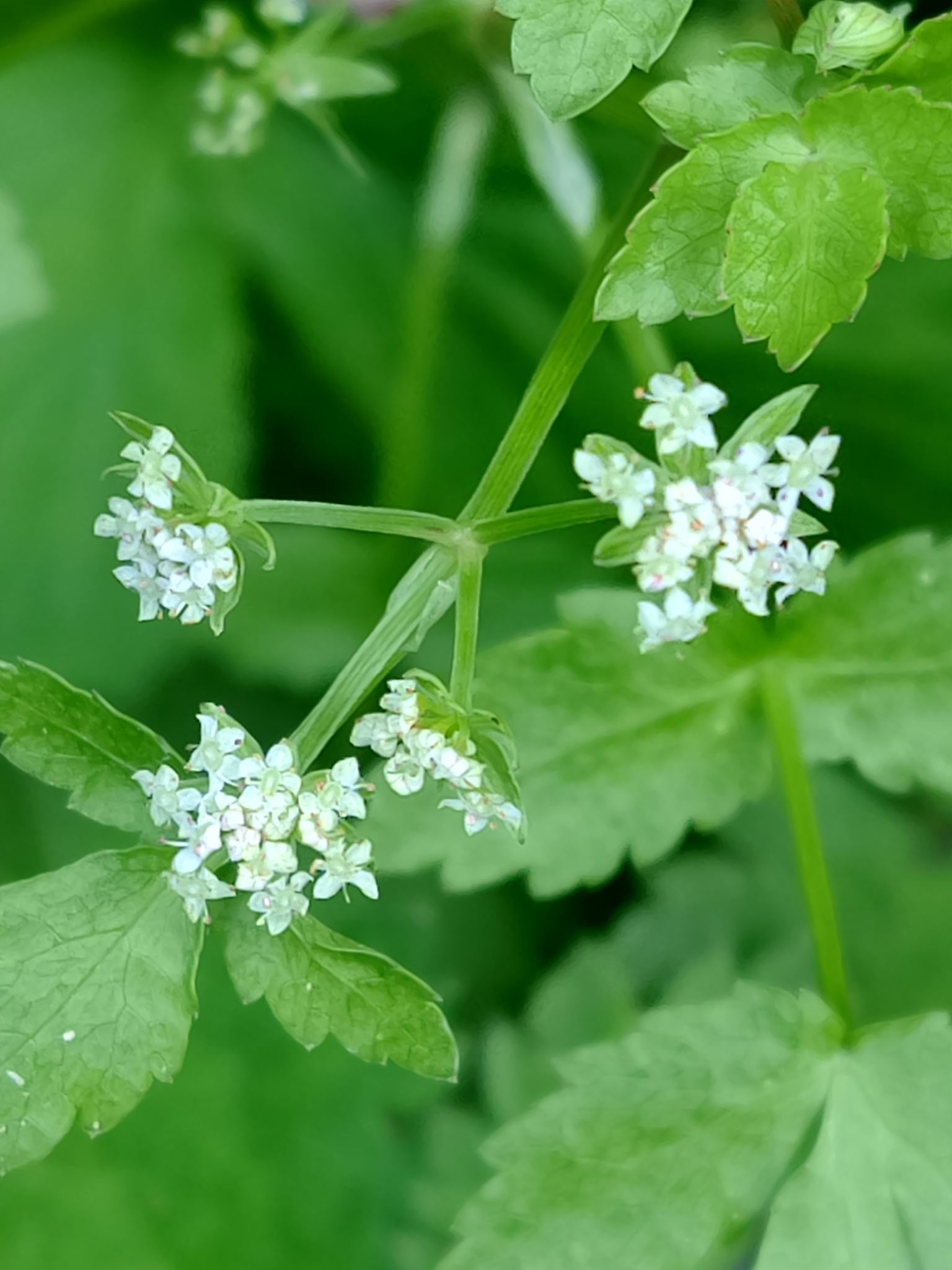
Blüten

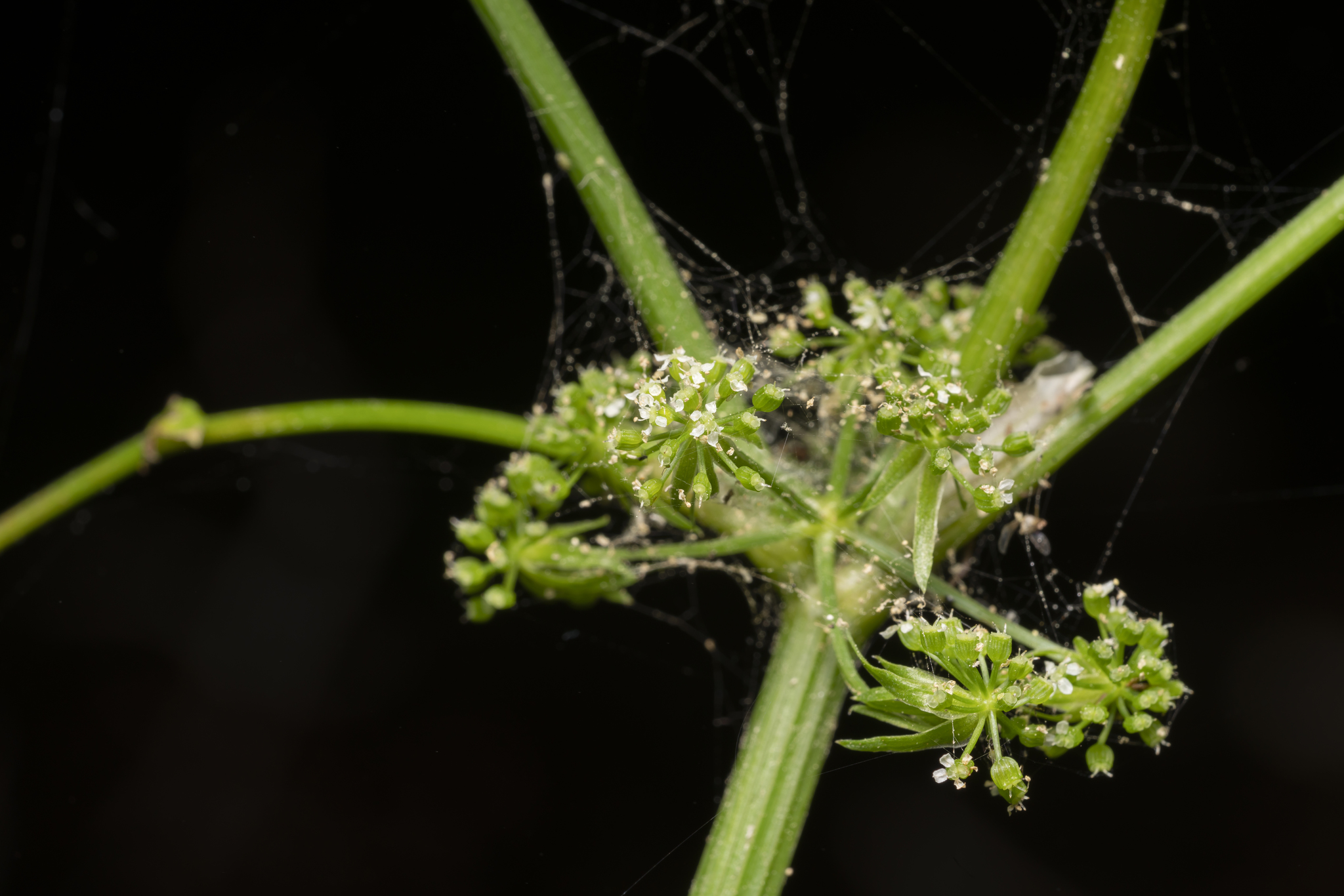
Blüten- und Fruchtstand

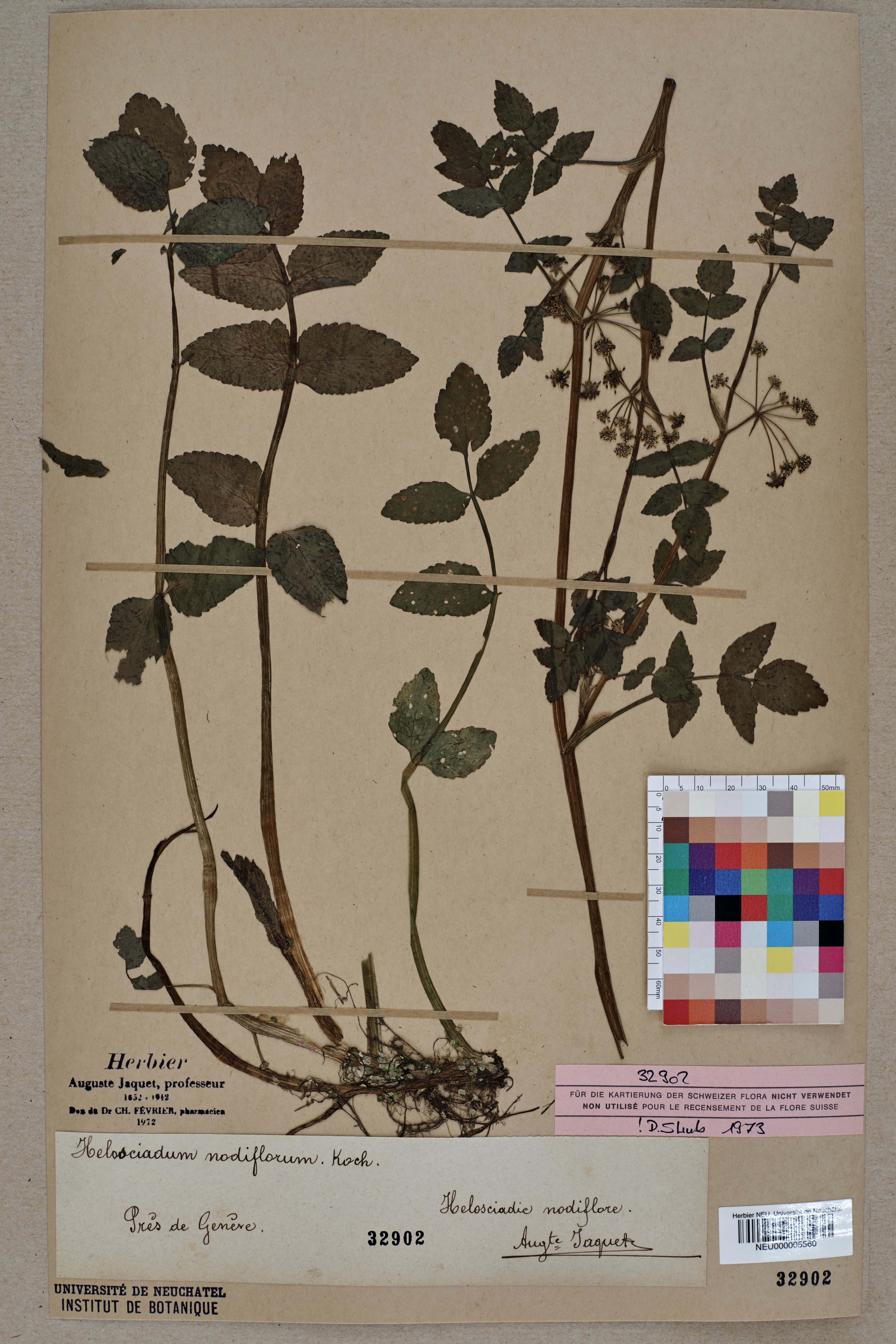
Herbarbeleg

### Vegetative Merkmale
Der Knotenblütige Sellerie wächst als sommergrüne, ausdauernde krautige Pflanze und erreicht beim Stängel Wuchslängen von meist 30 bis 60 (10 bis 100) Zentimetern. Der niederliegende oder bogig aufsteigende Stängel ist stielrund, gerillt und hohl, kann an seiner Basis Wurzeln bilden, ist kahl und riecht beim Zerreiben aromatisch. Die einfach gefiederten Laubblätter sind im Umriss eiförmig bis lanzettlich mit gleichmäßig gekerbten Blattabschnitten.

### Generative Merkmale
Blütezeit ist Juli bis August. Blattgegenständig befinden sich sitzende bis kurz gestielte doppeldoldige Blütenstände, die viele Blüten enthalten. Der Blütenstand besitzt 3 bis 15 Doldenstrahlen. Es sind keine bis mehrere Hüllblätter vorhanden. Die vier bis sechs Hüllchenblätter sind dreieckig-lanzettlich und besitzen einen weißen Hautrand.
Die Blüten sind fünfzählig. Die weißen oder grünlich-weißen Kronblätter sind bei einer Länge von 0,3 bis 0,5 Millimetern eiförmig-länglich.
Die Spaltfrucht ist bei einer Länge von 1,5 bis 2,5 Millimetern länger als breit und breit-elliptisch bis rund und stark gerippt.
Die Chromosomenzahl beträgt 2n = 22.

## Ökologie
Der Knotenblütige Sellerie ist ein helomorpher Hydrophyt und Hemikryptophyt.
Es kommt Insektenbestäubung und Selbstbestäubung vor.

## Vorkommen und Gefährdung
Das ursprüngliche Verbreitungsgebiet des Knotenblütigen Selleries umfasst den Mittelmeerraum und Eurasien. Dazu gehören außer Europa noch die Azoren, Madeira, Nordafrika, Äthiopien, Eritrea, Somalia, Tansania, die Arabische Halbinsel, West- und Zentralasien sowie Pakistan. Auf den Kanaren ist die Ursprünglichkeit zweifelhaft. In Argentinien, Chile, Kalifornien, New Jersey, South Carolina und Neuseeland ist er ein Neophyt.
Der Knotenblütigen Selleries kommt in Deutschland zerstreut in Baden-Württemberg, Hessen und Rheinland-Pfalz vor. Auch in Nordrhein-Westfalen ist er, wenn auch selten, anzutreffen. In der Vergangenheit gab es eine weitere Population in Bienitz bei Leipzig in Sachsen. In Deutschland wurde der Knotenblütige Sellerie 1996 als „gefährdet“ bewertet. In der Schweiz hat er Vorkommen in Neuenburg, Waadt und Graubünden (Misox).
Die ökologischen Zeigerwerte nach Landolt et al. 2010 sind in der Schweiz: Feuchtezahl F = 4+fw+ (nass aber stark wechselnd), Lichtzahl L = 3 (halbschattig), Reaktionszahl R = 3 (schwach sauer bis neutral), Temperaturzahl T = 4+ (warm-kollin), Nährstoffzahl N = 4 (nährstoffreich), Kontinentalitätszahl K = 1 (ozeanisch).
Auf der Iberischen Halbinsel steigt er bis zu einer Höhenlage von 1200 Meter auf. Der Knotenblütige Sellerie gedeiht in Mitteleuropa meist an nassen, nährstoffreichen häufig salzhaltigen Gräben sowie Röhrichtsäume von Bächen. Er ist pflanzensoziologisch eine Charakterart des Apietum nodiflori aus dem Verband Sparganio-Glycerion.

## Systematik
Die Erstveröffentlichung erfolgte 1753 unter dem Namen (Basionym) Sium nodiflorum durch Carl von Linné in Species Plantarum, Tomus I, Seite 251. Die Neukombination zu Helosciadium nodiflorum (L.) W.D.J.Koch wurde 1824 durch Wilhelm Daniel Joseph Koch in Nova Acta Physico-Medica Academiae Caesareae Leopoldino-Carolinae ... Band 12 (1), Seite 126 veröffentlicht. Ein weiteres Synonym für Helosciadium nodiflorum (L.) W.D.J.Koch ist Apium nodiflorum (L.) Lag.
Seit 2015 gibt es zwei Unterarten:
- Helosciadium nodiflorum (L.) W.D.J.Koch subsp. nodiflorum
- Helosciadium nodiflorum subsp. mairei (Molina Abril & Sard.Rosc.) Stinca & Motti (Syn.: Apium nodiflorum (L.) Lag. subsp. mairei Molina Abril & Sardinero): Diese Neukombination erfolgte 2015. Sie kommt in Marokko und in Algerien vor.[9]

## Nutzung
Früher diente der Knotenblütige Sellerie als Diureticum, Emmenagogum, bei Hautkrankheiten und gegen Lithiasis. Er kann auch wie Kresse als Salat gegessen werden.

## Trivialnamen
Für diese Pflanzenart gibt bzw. gab es, zum Teil nur regional, auch die Trivialnamen Bachhopfen (Henneberg), Resepastinak, Scheibering, Sumpfschirm (Westfalen), Kleine Wassermerk und Wassermorellen.